# Khoper
La Khoper ou Khopior (en russe : Хопёр) est une rivière de Russie et le plus important des affluents de la rive gauche du Don.

## Géographie
Elle est longue de 980 km et draine un bassin versant d'une superficie de 61 100 km2. Elle est navigable sur 323 km. La rivière prend sa source à l'ouest du plateau de la Volga, au sud-ouest de l'agglomération de Penza. Son cours prend une direction sud avant de se jeter dans le Don. Elle traverse les oblasts de Penza, de Saratov, de Voronej et de Volgograd.
La Khoper est essentiellement alimentée par la fonte des neiges. Elle est gelée de décembre à fin mars-début avril. Les hautes eaux sont en avril et mai. La vallée de la Khoper était l'une des principales zones d'implantation des populations cosaques.

## Affluents
- La Vorona est le principal affluent de la Khoper (rive droite)
- La Bouzoulouk (rive gauche)

## Villes traversées
Les villes qui se situent sur ses rives sont, d'amont en aval, Balachov, Borissoglebsk, Ourioupinsk et Novokhopiorsk.

## Hydrométrie - Les débits à Besplemianovsky
Le débit de la rivière a été observé pendant 57 ans (au long de la période 1929 - 1985) à Besplemianovsky, localité située à peu de distance en aval d'Ourioupinsk et à quelque 200 kilomètres de son confluent avec le Don.
À Besplemianovsky, le débit annuel moyen ou module observé sur cette période était de 124 m3/s pour une surface de drainage de plus ou moins 44,900 km2, soit approximativement 73 % de la totalité du bassin versant de la rivière qui en compte 61 100. La lame d'eau d'écoulement annuel dans le bassin se montait de ce fait à 87 millimètres, ce qui peut être considéré comme assez faible, et résulte du niveau modéré des précipitations dans la plus grande partie de son bassin.
Le débit moyen mensuel observé en septembre (minimum d'étiage) est de 29,9 m3/s, soit moins de 5 % du débit moyen du mois d'avril (644 m3/s), ce qui montre l'amplitude très importante des variations saisonnières. Sur la durée d'observation de 57 ans, le débit mensuel minimal a été de 12,8 m3/s (en septembre 1938), tandis que le débit mensuel maximal s'élevait à 1 520 m3/s (avril 1968).

## Écologie
En aval de Borissoglebsk se trouve la Réserve naturelle de la Khopior qui contient une population protégée de castors, bisons et desmans de Russie.

## Économie
Le nom de la rivière a été utilisé par une société financière russe, Khoper-Invest, qui a ruiné des centaines de milliers de Russes dans les années 1990 avec un système à pyramide.